# Дриваст
Дриваст (на латински: Drivastum, Drivastium; на албански: Drishti) е античен и средновековен град в Северна Албания.
Издигал се е на хълм на около 800 метра над морското равнище и североизточно от Шкодренското езеро с правоъгълна форма, високи стени и кули.
Дриваст е първоначално илирийско укрепление, след което римско и византийско. През 1478 г. е завладяно от османците в покоряването им на Стара Черна гора, след което запустява.